# Ячжоу (станция)
Ячжоу — железнодорожная станция высокоскоростной железной дороги восточного кольца Хайнаня в Ячжоу. Действует с 30 декабря 2015 года.

## Достопримечательности вокруг станции
- Начальная школа Чэнси
- Центральная школа Яочэн
- Ворота цивилизации в Древний город Ячжоу